# Kanton Pamiers-Ouest
Kanton Pamiers-Ouest (francouzsky Canton de Pamiers-Ouest) je francouzský kanton v departementu Ariège v regionu Midi-Pyrénées. Tvoří ho 12 obcí.

## Obce kantonu
- Benagues
- Bézac
- Escosse
- Lescousse
- Madière
- Pamiers (západní část)
- Saint-Amans
- Saint-Jean-du-Falga
- Saint-Martin-d'Oydes
- Saint-Michel
- Saint-Victor-Rouzaud
- Unzent